# Peter Ellenshaw
William "Peter" Ellenshaw (24 mai 1913 - 12 février 2007) était un artiste anglo-américain spécialisé dans le matte painting et les effets spéciaux cinématographiques ayant travaillé sur de nombreux films de Walt Disney Pictures ainsi que des attractions des parcs Disney.

## Biographie
Peter Ellenshaw est né en 1913 à Londres et débute la peinture à 20 ans après être tombé sous le charme de Walter Percy Day (en), artiste de la Royal Academy. Il devient son assistant et découvre ensuite que le matte painting sert au cinéma. Son premier grand projet est Les Mondes futurs, un film de 1936. Durant la Seconde Guerre mondiale il va aux États-Unis pour devenir instructeur dans l'aviation.
Après la Seconde Guerre mondiale, il rejoint son mentor qui a épousé sa mère devenue veuve et travaille sur plusieurs films dont Quo vadis (1951). Il est ensuite engagé par Walt Disney qui l'aurait rencontré alors qu'il dessinait sur les trottoirs. Les studios Disney ayant créé une antenne au Royaume-Uni pour L'Île au trésor (1950). Quand Disney a lancé la production de Vingt Mille Lieues sous les mers (1954) en Californie, Walt a persuadé Elleshaw de venir s'y installer. Il y poursuit son « stupéfiant » travail de décorateur chez Disney sur des films comme Darby O'Gill et les Farfadets (1959) ou Mary Poppins (1964).
Dans certains films comme La Folle Escapade (1976), son fils Harrison Ellenshaw est crédité sous le nom Peter S. Ellenshaw, Peter Samuel,.
Lors de la sortie du film Le Trou noir (1979), il indique qu'il ne pense à la possibilité d'une suite au Trou noir ou un autre film de science-fiction qu'il considère alors comme chant du cygne. Il prend sa retraite après avoir travaillé sur ce film mais en sort pour travailler sur Dick Tracy (1990). Durant sa retraite, il passe son temps à peindre des tableaux et non des décors.
Le Museum of Modern Art de New York a organisé une exposition rétrospective de sa carrière du 17 septembre au 30 octobre 1979, le catalogue détaille de nombreuses œuvres majoritairement issues du film Le Trou noir.
En 1993 il est nommé Disney Legends.

## Filmographie
- 1940 : Le Voleur de Bagdad, assistant matte artiste
- 1946 : Une question de vie ou de mort (A Matter of Life and Death), assistant matte artiste
- 1947 : Le Narcisse noir, assistant matte artist
- 1948 : The Red Shoes, assistant matte artiste
- 1950 : L'Île au trésor, matte artiste
- 1952 : Robin des Bois et ses joyeux compagnons, matte artiste
- 1953 : La Rose et l'Épée, matte artiste
- 1953 : Échec au roi, matte artiste
- 1954 : Vingt Mille Lieues sous les mers, matte artiste
- 1957 : Fidèle Vagabond, matte artiste
- 1957 : Johnny Tremain, production designer
- 1957-1958 : The Saga of Andy Burnett (6 épisodes)
- 1959 : Darby O'Gill et les Farfadets, special effects
- 1960 : Pollyanna, matte artiste
- 1960 : Les Robinsons des mers du Sud, matte artiste
- 1961 : Monte là-d'ssus, special effects
- 1964 : Mary Poppins, special effects (Academy Award winner)
- 1966 : Le Prince Donegal, special effects
- 1966 : The Legend of Young Dick Turpin
- 1967 : Rentrez chez vous, les singes !, special effects
- 1967 : L'Honorable Griffin (The Adventures of Bullwhip Griffin), special effects
- 1969 : Un amour de Coccinelle, special effects
- 1971 : L'Apprentie sorcière, art direction (Academy Award nominee)
- 1974 : L'Île sur le toit du monde, special effects and production design (Academy Award nominee for the latter)
- 1979 : Le Trou noir, miniature effects creator (Academy Award nominee for visual effects)
- 1990 : Dick Tracy, matte artist